# August von König-Warthausen
August Ferdinand Wilhelm von König zu Warthausen (* 24. August 1831 in Ulm; † 9. Februar 1906 in Stuttgart) war ein deutscher Jurist.

## Leben
Der Sohn von Wilhelm von König-Warthausen studierte in Tübingen und Heidelberg von 1850 bis 1857 Rechtswissenschaften. 1851 wurde er Mitglied des Corps Guestphalia Heidelberg. Nach dem Studium folgte der Militärdienst und der Eintritt in den württembergischen Staatsdienst.
Von 1860 bis zu seinem Tod 1906 war er im württembergischen Außenministerium tätig. 1871 wurde er Ministerialassesor und Kanzleidirektor. Er wurde 1875 zum Geheimen Legationsrat und 1883 zum vortragenden Rat (Ministerialrat) ernannt.
1892 wurde er Ministerialdirektor verbunden mit dem Titel und Rang eines Staatsrats. Damit war er höchster Beamter und Vertreter des Ministers. 1900 wurde ihm der Rang auf der 2. Stufe der Rangordnung mit dem Prädikat Exzellenz verliehen.
Seit 1866 war er königlich württembergischer Kammerherr. Er war seit 1873 Ehrenmitglied der katholischen Studentenverbindung AV Guestfalia Tübingen im CV.
Er war seit 1862 verheiratet und hatte keine Kinder.

## Ehrungen
- Kommenturkreuz des Ordens der Württembergischen Krone
- Kommenturkreuz 1. Klasse des Friedrichsorden
- Ritterkreuz des Königlichen Preußischen Kronen-Ordens II. Klasse mit Stern
- Verdienstorden der Bayerischen Krone II. Klasse mit Stern
- Großkreuz des Königlich Sächsischen Albrechts-Ordens
- Kaiserlich Österreichischer Orden I. Klasse der Eisernen Krone
- Kaiserlich Österreichischer Franz-Josephs-Orden I. Klasse
- Kaiserlich Russischer Sankt-Stanislaus-Orden I. Klasse